# Моя маленька принцеса
«Моя маленька принцеса» (англ. My Little Princess) — фільм режисера Єви Іонеско, частково заснований на реальних подіях з її життя.
Відома тема «дочки-матері» у разі Єви та Ірини Іонеско була неймовірно скандальною і шокуючою. Ірина, богемна фотохудожниця, зробила зі своєї дочки еротичну модель, коли вона була маленькою дівчинкою. Гламурно-еротичні, відверті провокаційні знімки своєї дитини Ірина вважала творами мистецтва.
Єву знімали й інші модні фотографи. Коли їй було 11, вона з'явилася повністю оголеною на сторінках «Плейбоя» (трохи пізніше і «Пентхауса») і зіграла в еротичному фільмі «Розпусне дитинство», який викликав скандал. Ставши дорослою, Єва кілька разів судилася з матір'ю через завдану в дитинстві моральну шкоду.

## Сюжет
Життя десятирічної Віолетти було звичайним: школа, подруги, скромна квартира, де на неї завжди чекала побожна і турботлива бабуся. Тишу і спокій дому зрідка порушували раптові набіги екзальтованої і безпутної Ганни, матері Віолетти. В один з візитів Ганни, що завжди мала з собою фотоапарат, у матері сяйнула думка: чому б не зробити портрети дочки в дорослих образах, «перетворивши» її на Марлен Дітріх?
Далі — більше: яскравий макіяж, високі підбори, мінімум одягу, спокусливі пози, «фатальний» погляд. Знайшлися і цінителі, які оголосили експерименти матері з дочкою новим словом у мистецтві. Фотографії оголеної Віолетти з'явилися на обкладинках друкованих видань. Але дівчинка, що спочатку сприймала це як гру, несподіване і інтригуюче прилучення до світу дорослих, починає бунтувати, коли творча фантазія матері заходить занадто далеко.

## Актори
- Ізабель Юппер — Ганна
- Anamaria Vartolomei — Віолетта
- Denis Lavant — Ернст
- Louis-Do de Lencquesaing — Антуан Дюпуа
- Georgetta Leahu — Мамі
- Jethro Cave — Апдайк
- Pascal Bongard — Жан
- Anne Benoît — Мадам Шену
- Johanna Degris-Agogue — Аполліна
- Déborah Révy — Надія
- Lou Lesage — Роза
- Nicolas Maury — Луї
- Pauline Jacquart — Фіфі

## Прем'єра
- 17 травня 2011 — Франція
- 29 вересня 2011 — Канада: Міжнародний кінофестиваль у Ванкувері
- 8 жовтня 2011 — Південна Корея: Міжнародний кінофестиваль в Пусані
- 27 жовтня 2011 — Німеччина
- 12 січня 2012 — Нідерланди